# 浜田晃
浜田 晃（はまだ あきら、1941年10月28日 - ）は、日本の俳優。神奈川県横浜市出身。文学座を経て、アルファエージェンシー所属。

## 来歴
神奈川県立平塚高等学校（現：神奈川県立平塚工科高等学校）、早稲田大学第一文学部演劇科卒業。
学生劇団自由舞台、文学座演劇研究所（第3期生）を経て1967年、文学座劇団員、1972年退団後東映を中心に各社の映画やテレビドラマに出演。現在に至るまで時代劇、刑事ドラマ、特撮などさまざまなジャンルの作品で凄みのある悪役として活躍したが、善人役を演じる機会も多い。
特撮テレビドラマ『仮面ライダーストロンガー』では謎の紳士 / タイタン役で出演し、2010年には『仮面ライダーオーズ/OOO』13、14話のゲスト出演で35年ぶりにライダーシリーズに出演した。2017年には『仮面ライダービルド』第9話以降に難波重三郎役で出演した。『ストロンガー』出演の1年前には『仮面ライダーX』のヘラクレス人間態でゲスト出演しているが、浜田自身は『X』に出演した記憶はないとインタビューで語っている。
過去には協同組合日本俳優連合の理事として、俳優の権利向上・資質向上にも尽力していた。

## 人物
- 趣味は絵画、特技は乗馬[1]、殺陣[1]、水泳[1]。
- 息子は俳優の浜田学、娘は俳優の浜田志保である[4]。

## 出演

### テレビドラマ
- 魚住少尉命中（1963年、NHK総合）
- 剣（1964年、TBS）
- ダイヤル110番 第359話「事故現場30分」（1964年、日本テレビ）
- 幕末（1965年、TBS）
- 七人の刑事 第290話「城西署22時」（1967年、TBS） - 河合巡査
- 泣いてたまるか 第75話「東京よいとこ」（1968年、TBS / 国際放映）
- 用心棒シリーズ 俺は用心棒 第11話「枇杷の実る宿」（1969年、NET / 東映） - 梅本文之助
- 東京バイパス指令 第52話「スパイは貴方のそばにいる」（1969年、日本テレビ / 東宝）
- 五番目の刑事（NET / 東映）
  - 第9話「捜査、異常あり」（1969年） - 松尾
  - 第25話「さらば!わが街 新宿」（1970年） - 菅沼
- 右門捕物帖 第18話「いざよい河岸の女」 （1970年、日本テレビ / 東宝） - 源六
- ザ・ガードマン（TBS / 大映テレビ室）
  - 第287話「チエミのモーレツ女課長を殺せ！」（1970年）
  - 第325話「200億の鍵は記憶を失った女」（1971年）
  - 第330話「スリラー! ミイラ墓の女」（1971年） - シゲル
- 柳生十兵衛 第18話「隠密子守唄」、第19話「南国慕情」（1971年、フジテレビ / 東映） - 是枝鉄之助
- 人形佐七捕物帳 第26話「怪談・座頭の鈴」（1971年、NET / 東宝） - 加納市之進
- キイハンター（TBS / 東映）
  - 第158話「現ナマと舌を切られた女」（1971年） - 栗田
  - 第185話「真昼の決戦! すれすれ愚連隊」（1971年）
  - 第192話「亡霊が招く華麗な墓場」（1971年）
  - 第200話「SOS接吻泥棒」（1972年）
  - 第210話「いんちきキイハンター探偵局」（1972年）
  - 第217話「100万ドル奪回大捜査網」（1972年）
  - 第257話「世界のギャング日本上陸」（1973年） - 南里
- ターゲットメン 第8話「大草原の血闘」（1971年、NET / 東映）
- タイム・トラベラー（1972年、NHK） - 福島先生
- ライオン奥様劇場 / 落城の舞い（1972年、フジテレビ / NMC） - 安倍日向守
- 荒野の素浪人（NET / 三船プロ）
  - 第1シリーズ（1972年）
    - 第2話「奪回 佐渡無宿人」
    - 第26話「妖雲 笛吹川の人柱」 - 八木蔵之丞
    - 第51話「叛乱 100挺のライフル銃」 - 深見小源太

  - 第2シリーズ（1974年）
    - 第5話「手鎖の女」 - 松島小平太
    - 第23話「叛逆の仁」 - 菊地源内
- 鬼平犯科帳（八代目松本幸四郎版） 第2シリーズ 第3話「兇賊」（1972年、 NET /  東宝） - 不破惣七
- おらんだ左近事件帖 第23話「じゃがたら人形」（1972年、フジテレビ / 東宝） - 小宮源内
- 木枯し紋次郎（CX / C.A.L）
  - 第1シーズン 第15話「背を陽に向けた房州路」（1972年） - 高瀬浦之介
  - 第2シーズン 第13話「怨念坂を蛍が越えた」（1973年） - 片目の浪人
- 太陽にほえろ! （NTV / 東宝）
  - 第4話「プールサイドに黒いバラ」（1972年） - 岸和田
  - 第25話「手錠が朝日に光った」（1973年） - 香山
  - 第447話「侵入者」（1981年） - 高岡貢
  - 第476話「ラガー刑事登場!」（1981年） - 梶田組幹部
  - 第588話「夏子という女」（1984年） - 黒田組長
  - 第612話「怒れる狙撃者」（1984年） - 竹内（田所組幹部）
  - 第630話「必死のマミー」（1984年） - 宮本秘書
  - 第643話「走れブルース」（1985年） - 片桐（響組幹部）
  - 第653話「一枚のシール」（1985年） - 響組幹部
  - 第697話「マミーを怒らせた少年」（1986年） - 守口社長
  - 第716話「マイコン、疾走また疾走」（1986年） - 小野田一幸（竜神会幹部）
- 忍法かげろう斬り 第26話「鷹はまた飛ぶ!」（1972年、KTV / 東映） - 大村信吾
- 眠狂四郎（KTV / 東映）
  - 第4話「円月 殉愛を斬る」 (1972年)
  - 第26話「狂四郎に明日はない」 (1973年)
- 必殺シリーズ（ABC / 松竹）
  - 必殺仕掛人 第22話「大荷物小荷物仕掛の手伝い」（1973年） - 倉持甚十郎
  - 助け人走る 第12話「同心大疑惑」（1974年） - 音吉
  - 暗闇仕留人 第17話「仕上げて候」（1974年） - 勘助
  - 必殺仕置屋稼業 第1話「一筆啓上地獄が見えた」（1975年） - 番頭参造
  - 必殺からくり人・血風編 第2話「非道にたてつく紅い刃」（1976年） - 藤木
  - 新・必殺仕置人 第13話「休診無用」（1977年） - 喜三郎
  - 翔べ! 必殺うらごろし
    - 第1話「仏像の眼から血の涙が出た」（1978年） - 桑木甚内
    - 第23話「悪用した催眠術! 先生勝てるか」（1979年） - 利兵ヱ

  - 必殺仕事人 第59話「彫り技喜悦観音一刀斬り」（1980年） - 彫辰
  - 必殺仕舞人 第12話「おちゃれ節 騙した男へ波しぶき -紀伊-」（1981年） - 尾上喜寿郎
  - 新・必殺仕舞人 第13話「別れ囃子は阿波踊り」（1982年） - 淡斉
  - 必殺仕事人III
    - 第8話「窓際族に泣いたのは主水」（1982年） - 八州屋
    - 第38話「淋しいのは主水だけじゃなかった」（1983年） - 与力工藤

  - 必殺渡し人 第8話「祭り囃子で渡します」（1983年） - 暗闇の喜平次
  - 必殺仕事人IV 第22話「主水 大根めしを食べる」（1984年） - 半兵衛
  - 必殺仕切人 第6話「もしも惚れ薬と眠り薬を間違えたら」（1984年） - 由布施石見守大学
  - 必殺仕事人V 第13話「主水、ヒヒ退治する」（1985年） - 青柳市兵衛
  - 必殺仕事人V・激闘編 第13話「主水の上司 人質になる」（1986年） - 八兵衛
  - 必殺まっしぐら! 第3話「相手は壇ノ浦の亡霊」（1986年） - 野村玄之介
  - 必殺仕事人V・旋風編 第11話「主水の隠し子現れる」（1987年） - 矢平次
  - 必殺仕事人2007（2007年） - 浅倉忠次郎
- 地獄の辰捕物控 第19話「密告状は涙で書いた」（1973年、NET / 東映） - 徳兵ヱ
- 遠山の金さん捕物帳 第143話「岡っ引きが惚れた娘」（1973年、NET / 東映） - 正次
- 子連れ狼 第2話「乞胸お雪」（1973年、NTV / ユニオン映画） ※欠番作品
- アイフル大作戦（TBS / 東映）
  - 第6話「キャーッ! 空から死体と札束が」（1973年）
  - 第24話「霊柩車たくさん呼ンドイデ!!」（1973年）
  - 第37話「乾杯!恋人に捧げる死体」（1973年）
  - 第55話「探偵専科 愛と死のたわむれ」（1974年）
- 剣客商売 第9話「決斗、見付宿」（1973年、CX / 東宝） - 一平太  ※加藤剛・山形勲版
- 荒野の用心棒（1973年、NET / 三船プロ）
  - 第11話「武器なき闘いに怒りをこめて…」 - 黒部一平
  - 第21話「山峡に脱獄犯を追って…」 - 黒木陣内
  - 第39話「荒野の果てに陽はまた昇り…」 - 政吉
- 水滸伝（1973年、NTV / 国際放映） - 朱仝
- 非情のライセンス（NET→ANB / 東映）
  - 第1シリーズ 第31話「兇悪の報酬」（1973年） - 村越
  - 第3シリーズ 第13話「兇悪の唇・危険を運ぶ女」（1980年） - 荒井
- 科学捜査官 第7話「熱線カメラは暴く」（1973年、KTV / 松竹） - 赤根
- 仮面ライダーシリーズ（東映→東映 / ADK）
  - 仮面ライダーX 第3話「暗殺 毒ぐも作戦!!」（1974年、MBS） - ヘラクレス人間態
  - 仮面ライダーストロンガー（1975年、MBS） - 謎の紳士 / タイタン
  - 仮面ライダーオーズ/OOO 第13話「シャム猫とストレスと天才外科医」、第14話「プライドと手術と秘密」（2010年、EX） - 田村院長
  - 仮面ライダービルド（2017年 - 2018年、EX） - 難波重三郎
- 銭形平次（CX / 東映）
  - 第406話「岡っ引き志願の娘」（1974年） - 常五郎
  - 第737話「大激流」（1980年） - 重蔵
  - 第787話「同心・青柳伸之介死す!」（1981年） - 夜鴉の弥蔵
  - 第837話「花かるた殺人事件」（1983年） - 弥七
  - 第884話「狂言夢芝居」（1984年） - 権八
  - 第888話「ああ十手ひとすじ!! さらば我らの平次よ永遠に」（1984年）
- プレイガールシリーズ （12ch / 東映）
  - プレイガール 第261話「トルコ風呂殺人事件」（1974年） - 由木原
  - プレイガールQ (1975年)
    - 第33話「女の武器は燃えた肌」 - 及川
    - 第36話「私の裸を見せないで」 - 滝川
    - 第56話「なんで私をベッドで泣かすの」 - 中田※浜田滉名義
- 右門捕物帖 第5話「通り魔」（1974年、NET / 東映）
- バーディー大作戦（TBS / 東映）
  - 第8話「生きたまま火葬にしろ!」（1974年）
  - 第36話「追出刑事暗殺計画!」（1975年） - 滝上健
- 大河ドラマ（NHK）
  - 勝海舟（1974年） - 相楽総三
  - 花神（1977年） - 団伸二郎
  - 山河燃ゆ（1984年） - 大井中佐
  - 武田信玄（1988年） - 曽根原主膳
  - 信長 KING OF ZIPANGU（1992年） - 長井隼人佐
  - 江〜姫たちの戦国〜（2011年） - 毛利輝元
- 闘え! ドラゴン 第13話「ドラゴン大脱走」（1974年、12ch / 宣弘社） - ジャック
- 座頭市物語 第11話「木曽路のつむじ風」（1974年、CX / 勝プロ）
- 運命峠 第7話「仇討ち兄妹」（1974年、KTV / 東映） - 野田島軍蔵
- 特別機動捜査隊（NET / 東映）
  - 第680話「結婚と離婚のバラード」（1974年） - 村松良介
  - 第747話「人質の女」（1976年） - 宮前洋介
- 破れ傘刀舟 悪人狩り （NET / 三船プロ）
  - 第24話「女囚の挽歌」（1975年） - 黒田源内
  - 第125話「ろくでなし」（1977年） - 寺社奉行大検使・堂上帯刀
- ザ★ゴリラ7 第2話「札束は殺しのラブレター」（1975年、NET / 東映） - 山吹金融幹部
- 剣と風と子守唄 第16話「還らざる黄金」（1975年、NTV / 三船プロ） - 斉藤良介
- Gメン'75（TBS / 東映）
  - 第7話「女子学生誘拐殺人事件」（1975年） - スーパー保安員・鶴巻
  - 第198話「パレットナイフの殺人」（1979年） - 水谷コウイチ
  - 第204話「ミスター・ブー殺人事件」（1979年） - 亜細亜交易の男
  - 第331話「新Gメンvsニセ白バイ軍団」（1981年） - 柿崎
- 大江戸捜査網（12ch / 三船プロ）
  - 第72話「太陽に背いた男」（1972年） - 長沢辰馬
  - 第120話「獅子舞の逆襲」（1974年） - 渡海屋配下の地廻り
  - 第177話「恐怖の訪問者」（1975年） - 岩本
  - 第197話「流血の侍志願」（1975年） - 北山主膳
  - 第207話「兇悪の侵入者」（1975年） - 留吉
  - 第245話「牢破り無情」（1976年） - 同心・太田
  - 第299話「牢破り! 命の絶唱」（1977年） - 村井
  - 第334話「むすめ隠密 涙の旅立ち」（1978年） - 黒沼
  - 第342話「怪しき風来坊 謎の変身」（1978年） - 岩永配下の浪人
  - 第393話「宿無し少年と女掏摸」（1979年）
  - 第444話「祭りに咲いた夫婦花」（1980年） - 大滝一馬
  - 第466話「女賊が捨てた殺しの分け前」（1980年） - 小林
  - 第475話「花吹雪炎に舞う一番纒」（1981年） - 宗助
  - 第547話「大乱戦 獲物を狙う小悪魔」（1982年） - 和泉屋治兵衛（中津川多聞）
  - 第606話「哀愁別れ唄 さざんかの宿」（1983年） - 河野主膳
  - 第628話「おんな風呂殺しの湯煙り」（1984年） - 近江屋万造
  - 新・大江戸捜査網（1984年、ヴァンフィル）
    - 第14話「浮草慕情おんな節」 - 田島主水
    - 第25話「絶唱! 幻の夫婦花」 - 勘五郎

  - 平成版 第1シリーズ第2話「賽の目に泣く父娘の絆」（1990年、Gカンパニー） - 口入屋源造
- 長崎犯科帳 第23話「風の噂の孫七郎」（1975年、日本テレビ / ユニオン映画） - 溝口新之介
- 新宿警察 第17話「新宿哀歌」（1975年、CX / 東映） - 増井
- 大都会シリーズ（NTV / 石原プロ）
  - 大都会 闘いの日々 （1976年） - 吉野記者
  - 大都会 PARTIII 第21話「東京私設警察」（1979年） - 日比谷武
- 十手無用 九丁堀事件帖 第26話「九丁堀ニセ者大作戦」（1976年、NTV / 東映） - 大関藤九郎
- 遠山の金さん 第1シリーズ 第31話 「明日に別れの賽を振れ!!」（1976年、NET / 東映）
- 超神ビビューン 第4話「真夏にツララが? 危うしバシャーン」（1976年、NET / 東映） - 野崎部長
- 人魚亭異聞 無法街の素浪人 第5話「偽りの報酬」（1976年、NET / 三船プロ） - 石崎信吾
- 隠し目付参上 第22話「時々刻々! 危うし左吉は切腹か」（1976年、MBS / 三船プロ） - 神原源三郎
- コードナンバー108 7人のリブ 第12話「明日なき者よ眠れ」（1976年、KTV / 宣弘社）
- 江戸を斬る（TBS / C.A.L）
  - 江戸を斬るIII 第25話「掠奪された御用金」（1977年） - 辰次
  - 江戸を斬るIV 第26話「お江戸の空は日本晴れ」（1979年） - 吉五郎
  - 江戸を斬るVI（1981年）
    - 第7話「男やもめが陥ちた罠」 - 波木左門
    - 第26話「おゆき誘拐・危機一髪」 - 紋次

  - 江戸を斬るVII（1987年）
    - 第5話「潜入深川無法地帯」 - 岩吉
    - 第15話「火炎地獄の女」 - 丈八

  - 江戸を斬るVIII 第11話「命を賭けた御用旅」（1994年） - 風魔の滝蔵
- 桃太郎侍（NTV / 東映）
  - 第79話「女を変える化粧水」（1978年） - 鈴木堅吾
  - 第157話「分家よろず養生指南」（1979年） - 佐々木伊織
  - 第172話「つばめに惚れた鉄砲玉」（1980年） - 闇切の勘助
  - 第192話「みなし子峠」（1980年） - 長吉
  - 第228話「花嫁の父、引き受けます」（1981年） - 桑田半三郎
  - 第249話「小判が消えた下総路」（1981年） - 阿部大学
- 大追跡（1978年、NTV / 東宝）
  - 第9話「現金輸送車強奪」 - 深野
  - 第22話「淳子のミステリー・ゾーン」 - 江口
- 大空港（CX / 松竹） - 殺し屋・小池一平
  - 第14話「いのち炎の如く 壮烈!!梶警部の最後!」（1978年）
  - 第74話「灼熱の逆光線 娘よ殺意の河を渡れ!」（1980年）
- 特捜最前線（ANB / 東映）
  - 第77話 - 第79話「挑戦（3部作）」（1978年）
  - 第99話「悲劇のシンデレラ・復讐0秒前!」（1979年）
  - 第113話「若者狩り・恐怖のラブレター!」（1979年）
  - 第149話「女たちの殺人遊戯!」（1980年）
  - 第174話「高層ビルに出る幽霊!」（1980年）
  - 第208話「フォーク連続殺人の謎!」（1981年） - 沢島外事課長
  - 第239話「神代警視正の犯罪!」（1981年） - 松田春雄
  - 第269話「窓際警視、投げ込み魔を追う!」（1982年） - 堀越
  - 第351話「津上刑事の遺言!」（1984年） - 大牟田
  - 第429話「OL暴行・3分間のミステリー!」（1985年） - 大貫勝
- 刑事鉄平 第7話「一平誘拐! 報復のバラード」（1979年、KTV）
- 熱中時代 刑事編 第11話「金庫破りナンバー・ワン」（1979年、NTV） - 松島
- ザ・スーパーガール （12CH / 東映）
  - 第15話「高校生売春 決死の潜入捜査」（1979年）
  - 第25話「さらば女豹 女がすべてを賭ける時」（1979年） - 長谷川（三上興業幹部）
  - 第41話「女の肌は三億円の秘密金庫」（1980年）
- 俺たちは天使だ! 第11話「運が悪けりゃゴリラが泣くぞ」（1979年、NTV / 東宝） - 大木戸
- 新・座頭市 第3シリーズ 第14話「あんま志願」（1979年、CX / 勝プロ）
- ポーラテレビ小説 / おりん（1979年 - 1980年、TBS）
- 水戸黄門（TBS / C.A.L）
  - 第10部
    - 第9話「三人の無法者 -新城-」（1979年10月8日） - 九鬼玄二郎
    - 第22話「赤い財布の恩返し -馬籠-」（1980年1月14日） - 権次

  - 第11部 第12話「瞼の父は用心棒 -宮古-」（1980年11月3日） - 加納七蔵
  - 第14部 第19話「悪を懲らした喧嘩友達 -会津-」（1984年3月5日） - 弥惣太
  - 第15部 第22話「悲願叶えた火焔剣 -三日月-」（1985年6月24日） - 大熊源太夫
  - 第16部（1986年）
    - 第9話「闇を裂く忍びの死闘 -吉野-」、第10話「悪を断った鍾馗の舞 -若山-」 - 玄妙
    - 第22話「欲望渦巻く悪鬼の砦 -糸魚川-」 - 五郎蔵

  - 第17部
    - 第12話「銃に群がる悪い奴 -堺-」（1987年11月16日） - 源次
    - 第21話「亡霊の正体見たり… -福山-」（1988年1月18日） - はえ縄の十蔵

  - 第18部 第1話～第5話、第9話、第12話、第15話～第17話（1988年 - 1989年） - 青竜
  - 第20部 第39話「八兵衛そっくりお殿様 -久保田-」（1991年8月5日） - 尾鷲小兵衛
  - 第21部 第27話「父子で競う献上木曽塗り -奈良井-」（1992年10月5日） - 梶原大膳
  - 第23部
    - 第2話「育ての父は鷹匠 -大宮-」（1994年8月8日） - 赤十陣内
    - 第38話「悪が群がる御用金 -甲府-」（1995年5月1日） - 蒲生の幻堂

  - 第24部
    - 第6話「お髭を染めた黄門さま -大坂-」（1995年10月23日） - 迫田陣左衛門
    - 第29話「兄を憎んだ弟の涙 -鶴岡-」（1996年4月15日） - 三富左内

  - 第25部 第4話「漉いて好かれた三島暦 -三島-」（1997年1月13日） - 松崎屋
  - 第26部 第11話「拾った赤子が恩返し -霧島-」（1998年4月21日） - 角倉弾正
  - 第27話 第27話「恩を返した風来坊 -松井田-」（1999年9月20日） - 鶯屋勝蔵
  - 第33部 第17話「愛を救った職人魂 -山中-」（2004年8月16日） - 畔倉掃部
  - 第34部 第7話「愛馬が教えた親孝行 -遠野-」（2005年2月21日） - 河津屋九左衛門
  - 第35部 第14話「仇が教えた命の重さ -鹿児島-」（2006年1月23日） - 島貫勘兵衛
  - 第36部 第9話「御老公の悪党志願 -小浜-」（2006年9月18日） - 檜垣元左衛門
  - 第37部 第9話「異国の娘が抱いた謎 -男鹿-」（2007年6月4日） - 橘倉之助
  - 第40部 第18話「鬼の継母と意地悪姉妹 -大垣-」（2009年12月7日） - 水野又之丞
  - 第42部 第17話「さらわれた黄門さま -琴平-」（2011年2月14日） - 並木軍太夫
  - 水戸黄門 (BS-TBS版) 第10話「老公、なんばしよっと？-福岡-」(2019年8月11日)　- 大泉善兵衛
- 西部警察シリーズ（ANB / 石原プロ）
  - 西部警察
    - 第1話、第2話「無防備都市（前編、後編）」（1979年） - 日下勇治
    - 第71話「燃える罠からの脱出」（1981年） - 風間文造
    - 第90話「天使の身代金」（1981年） - 佐竹勝利

  - 西部警察 PART-III 第2話「護送」（1983年） - 密輸組織幹部
- 鉄道公安官 （ANB / 東映）
  - 第22話「山口線・SL大追跡」（1979年） - 藤内登
  - 第39話「女子大生探偵旅行」（1980年） - 和田実
- 駆け込みビル7号室 第9話「野球トバクを追え! 連続三振は死の匂い」（1979年、CX / 三船プロ）
- 江戸の牙 第15話「鮮血の伴天連印」（1980年、ANB / 三船プロ） - 小柴清一郎
- 探偵物語 第26話「野良犬の勲章」（1980年、NTV / 東映芸能ビデオ） - 前島
- 影の軍団（KTV / 東映）
  - 服部半蔵 影の軍団 第5話「柔肌は渦に沈んだ」（1980年） - 鬼木十大夫
  - 影の軍団II 第12話「あの女を逃がすな」（1981年） - 佐伯紫雲
  - 影の軍団III 第3話「忍びの虫は掃除虫」（1982年） - 尾藤軍太夫
  - 影の軍団IV 第4話「大奥からの依頼人」（1985年） - 頬白兵衛
  - 影の軍団 幕末編 第36話「哀しき宿命 女戦士たち」（1985年） - 大原軍兵衛
- ミラクルガール 第8話「美人探偵神出鬼没」（1980年、12ch / 東映） - 石本こと石山
- 雪姫隠密道中記 第21話「襲われた御用金・沼津」（1980年、MBS / S.H.P） - 島崎堂馬
- 暴れん坊将軍（ANB / 東映）
  - 吉宗評判記 暴れん坊将軍
    - 第132話「駆けろ! 天下の紀州号」（1980年） - 鬼沢兵庫
    - 第153話「男が火花を散らすとき」（1981年） - 相良紋太夫
    - 第206話「泣くな太郎吉!男の子」（1982年） - 長谷市九郎

  - 暴れん坊将軍II
    - 第18話「飛脚鳩 ちゃんを訪ねて乱れ舞い」（1983年） - 福本左太夫
    - 第47話「天下御免のじゃじゃ馬馴らし」（1984年） - 神保右京亮
    - 第77話「こんな悪事が俺にも出来た!?」（1984年） - 森安重四郎
    - 第86話「吉宗、ざん悔の鬼剣舞!」（1984年） - 都築玄蕃
    - 第106話「偽りの恋、七年目の仇討ち!」（1985年） - 佐竹刑部
    - 第144話「吉宗が愛した悪女」（1986年） - 黒崎陣九郎
    - 第173話「謀叛人の娘」（1986年） - 般若の栄五郎

  - 暴れん坊将軍III
    - 第6話「紅蓮の炎に消えた恋」（1988年） - 佐久間隼人正重成
    - 第55話「菊乱れる非情の剣」（1989年） - 霞の十兵衛
    - 第74話「お葉せんせいの恋治療!」（1989年） - 服部兵太夫
    - 第106話「激闘! 大阪城、吉宗に挑む豊臣一族!」（TVスペシャル、1990年）

  - 暴れん坊将軍IV
    - 第17話「泣くな妹よ、母ありせば!」（1991年） - 藤馬左近
    - 第32話「将軍暗殺! 女豹が飛んだ」（1991年） - 蒔田豊後守
    - 第47話「上様のとんだ剣客商売!」（1992年） - 帆足主水正

  - 暴れん坊将軍V
    - 第18話「熱き血汐の乙女飛脚」（1993年） - 松野播磨守
    - 第38話「風雪! 子連れ母唄」（1994年） - 虎三

  - 暴れん坊将軍VI
    - 第9話「お婆よ泣くな江戸の雪」（1994年） - 柴田備後守
    - 第29話「悲恋を斬る武士道」（1995年） - 黒田外記

  - 暴れん坊将軍VII 第4話「花の吉原 空飛ぶおいらん」（1996年） - 広田十太夫
  - 暴れん坊将軍VIII 第11話「覗かれた大奥・女たちの陰謀」（1997年） - 須藤大和守
  - 暴れん坊将軍IX 第20話「燃え上る恋の炎! 出世を捨てた若大名」（1999年） - 大杉勘解由
  - 暴れん坊将軍X 第11話「女商人の悲しき再会! 兄は盗賊、弟は同心」（2000年） - 越後屋儀右衛門
  - 暴れん坊将軍XI 第7話「父恋し! 涙の子守唄」（2001年） - 豊嶋修理
  - 暴れん坊将軍 最終回スペシャル（2003年） - 北国屋儀兵衛
- 大激闘マッドポリス'80（1980年、NTV / 東映）
  - 第3話「狙撃者を撃て」 - 神保泰三
  - 第16話「人間狩り」 - 西岡竜
- 爆走! ドーベルマン刑事 第7話「殺し屋見習いと黒バイ部隊!」（1980年、ANB / 東映） - 梨本
- 新・江戸の旋風 第20話「地獄極楽夢のからくり」（1980年、CX / 東宝） - 戸田半兵衛
- ウルトラマン80 第38話「大空にひびけ ウルトラの父の声」（1980年、TBS / 円谷プロ） - 長島茂太
- 噂の刑事トミーとマツ （TBS / 大映テレビ）
  - 第1シリーズ 第49話「トミマツもん絶! 花嫁が消えた」（1980年） - 剣崎
  - 第2シリーズ 第17話「アリャ?! カラテ美女の意外な弱点」（1982年） - 吉沢直人
- ザ・ハングマンシリーズ（ABC / 松竹芸能）
  - ザ・ハングマン（1981年）
    - 第13話「女ハングマン暁に死す」 - 妹尾完治（関東巴会幹部）
    - 第25話「さらばブラック 怒りの爆死」 - 助川の秘書

  - ザ・ハングマンII 第1話「処刑人復活 裏で吊して表にさらせ」（1982年） - 高木機関長
  - 新ハングマン 第25話「女カメラマンを狙う謎の被写体」（1984年） - 金井雄一（貿易商）
  - ザ・ハングマン4 第4話「署長が押収拳銃を売りとばす!」（1984年） - 岩佐（銀竜会組長）
  - ザ・ハングマンV 第1話「人妻がパートでハングマン!?」（1986年） - 大原（皇国清栄会会長秘書）
  - ザ・ハングマン6 第11話「トリック写真に殺人者を現像!」（1987年） - 加納孝義（大倉代議士秘書）
- 二百三高地 愛は死にますか（1981年、TBS / 東映） - 中村覚
- 江戸の用心棒 第10話「刺客と恋人」（1981年、CX / 東宝、映像京都） - 長瀬
- プロハンター 第14話「殺しは別れの挨拶」（1981年、NTV / セントラル・アーツ）
- 闇を斬れ 第16話「隠密犬・危機一髪!」（1981年、KTV / 松竹） - 赤井越前守
- 時代劇スペシャル（CX）
  - 清水次郎長シリーズ（1981年 - 1983年、東映、オフィス・ヘンミ） - 小岩
  - 岡っ引どぶ（1982年、俳優座映画放送、映像京都）
    - 第2話「京洛殺人事件」 - 有馬右京
    - 第5話「折鶴殺人事件」 - 佐久間重左衛門
- 連続テレビ小説（NHK）
  - 本日も晴天なり（1981年）
  - 澪つくし（1985年） - 須貝
  - あまちゃん（2013年6月26日） - テレビ番組「君でもスターだよ」審査委員長
- 剣客商売（フジテレビ）第1話 「辻斬り」（1982年、東宝、映像京都）
  - 素浪人罷り通る「素浪人罷り通る 涙に消えた三日極楽」（1983年、三船プロ） - 赤間
  - 同心部屋御用帳 江戸の旋風（1984年、東宝） - 陣内又四郎
- 長七郎天下ご免! 第106話「大吉、八掛の鬼退治!」（1982年、ANB / 東映） - 高畑采女正
- 源九郎旅日記 葵の暴れん坊（ANB / 東映）
  - 第12話「黒潮、むぎ酒虎目付」（1982年） - 善導
  - 第34話「黄金の伝説 大黒様と白兎」（1983年） - 因州屋弥三郎
- 大岡越前（TBS / C.A.L）
  - 第6部 第22話「疑われた男」（1982年8月2日） - 鉄次
  - 第8部 第9話「女賊を泊めた人情同心」（1984年9月17日） - 稲妻吾平
  - 第10部 第20話「親不孝息子の敵討ち」（1988年7月11日） - 小場軍十郎
  - 第13部 第21話「恐怖!どくろ党の復讐」（1993年4月5日） - 松五郎
- 松平右近事件帳（NTV / ユニオン映画）
  - 第1話「藪太郎参上」（1982年）- 飯島
  - 第24話「鶴亀情話」（1982年） - 羽生源之進
  - 第44話「過去をもつ女にかかる濡れ衣」（1983年） - 岡崎伝八郎
- 柳生十兵衛あばれ旅（ANB / 東映）
  - 第3話「蝶と女と風車」（1982年） - 辻風蔵人
  - 第44話「美女の妖刀魔殿」（1983年） - 成瀬重太郎
- 遠山の金さん （ANB / 東映）
  - 遠山の金さん
    - 第27話「大屋根に立つ美貌の女賊！」（1982年） - 弥平次
    - 第67話「赤い疑惑を胸に旅する少女!」（1983年） - 久兵衛
    - 第128話「哀愁の女舞踊家お蝶の恋！」（1985年） - 源太夫
    - 第150話「女遊び人　昇り竜のお篠七変化！」（1985年） - 銭屋久六

  - 遠山の金さんII (1986年)
    - 第19話「悪夢を拾った女!」（1985年） - 藤蔵
    - 第26話「愛を知らない女の愛!」 - 参吉
- 新・松平右近 第16話「藪が名医で名医が藪か?」（1983年、NTV / ユニオン映画）- 但馬屋弥五郎
- 長七郎江戸日記（NTV / ユニオン映画）
  - 第1シリーズ（1984年） - 文蔵
    - 第4話「風流編笠節」（1983年） - 石井惣右衛門
    - 第19話「裏切り御免」（1984年） - 野中重蔵
    - 第51話「「黄金の夢」（1985年） - 有馬主膳
    - SP-4「怨霊見参!長七郎、弟と対決」（1985年） - 堀尾主膳
    - 第94話「古傷」（1986年） - 阿波の孫八
    - 第113話「山から来た女」（1986年） - 永末左近

  - 第2シリーズ 第19話「妻こそ我が命」（1988年） - 乾勘兵衛
  - 第3シリーズ 第4話「ひとつぶの銀」（1991年） - 神野生馬
- 眠狂四郎無頼控 第22話「明日に別れの円月斬り」（1983年、TX） - 暮坂十内
- 時代劇スペシャル / 同心部屋御用帳 江戸の旋風（1984年、CX / 東宝） - 陣内又四郎
- 流れ星佐吉 第1話「佐吉が出会った大美人」（1984年、KTV / 松竹）
- 木曜ゴールデンドラマ / 母の疑惑（1984年、YTV / にっかつ撮影所）
- 弐十手物語 第5話「やさしい男」（1984年、CX / 東映）
- 気分は名探偵（1984年） - 安井四郎
- 火曜サスペンス劇場 （NTV）
  - 獣の償い（1984年） - 板橋警部
  - 女監察医・室生亜季子
    - 第3作「瀬戸内竹原殺人行」（1987年）
    - 第11作「 歪んだ告白」（1992年） - 青木貞次

  - 松本清張スペシャル・山峡の湯村（1992年） - 教頭
  - 救急指定病院 第9作（1998年） - 堂本泰造
  - 弁護士・高林鮎子 第24作（1999年） - 堀江部長刑事
  - 検事・霞夕子
    - 第14作（1999年） - 大河内毅
    - 第18作（2001年） - 糸川警部

  - 地方記者・立花陽介 第14作「阿波鳴門通信局」（1999年） - 松村
- 暴れ九庵 第14話「男を燃やす火消しの女」（1985年、KTV / 東宝） - 甚五兵ヱ
- 誇りの報酬 第29話「白バイを撃て!」（1986年、NTV / 東宝） - 多摩中央署・殿山刑事
- 女ふたり捜査官 第1話「未亡人刑事と不倫妻」（1986年、ABC / テレパック）
- 土曜ワイド劇場（ANB→EX）
  - 白の処刑（1986年、松竹芸能） - 佐久間
  - 特急車掌永瀬はるかの事件簿（1999年5月29日、MMJ） - 大津源二郎
  - タクシードライバーの推理日誌 第11作「亡霊殺人! 盗まれた指紋、追尾された走向軌跡…驚異の罠を仕掛ける見えない敵の正体は…!?」（1999年6月5日、総合ビジョン） - 淀橋誠吾
  - お祭り弁護士・澤田吾朗 第1作（2000年5月6日、東宝） - 佐野刑事
  - 西村京太郎トラベルミステリー（東映）
    - 第34作「津軽陸中殺人ルート」（2000年9月30日） - 倉田警部
    - 第36作「能登半島殺人事件」（2001年9月29日） - 石塚大三

  - おかしな刑事シリーズ
    - 第3作（2006年） - 小出義和
    - 第15作（2017年） - 前田伸介

  - 遺品の声を聴く男 第1作（2009年5月16日、ABC / ドリマックス） - 中島修一郎
  - 鉄道捜査官 第10作「わたらせ渓谷鉄道、死を呼ぶ片道切符!」（2009年5月30日、ViViA） - 片岡勝利
  - 京都殺人案内 第32作「京友禅に染めこむ殺意の紅!密会!貴船隠れ宿 鞍馬火祭りの夜に燃えた最後の恋」（2010年2月27日、ABC / 松竹） - 八木沢一栄
  - 天才刑事・野呂盆六 第9作「鬼・もう1人の女〜本庁のコロンボ×記憶の消えた殺人犯!」（2014年7月19日、ABC / 松竹） - 南条温夫
- あぶない刑事シリーズ（NTV / セントラル・アーツ）
  - あぶない刑事
    - 第5話「襲撃」（1986年） - 福永
    - 第20話「奪還」（1987年） - 東条

  - もっとあぶない刑事 第8話「秘密」（1988年） - 西川
- 白虎隊（1986年、NTV / ユニオン映画） - 清河八郎
- 月曜ドラマランド / おニャン子捕物帳 謎の村雨城（1986年、CX）
- 風雲江戸城 怒涛の将軍徳川家光（1987年、TX / 東映） - 日疋一心
- 太閤記（1987年、TBS / 東映） - 滝川一益
- 大都会25時 第6話「女ライダーを狙う変装警官! 人妻不倫殺人事件」（1987年、ANB / 東映）
- 若大将天下ご免! （1987年、ANB / 東映）
  - 第7話「父よ、あなたは捕まった!」 - 兵藤一角
  - 第21話「求む、幽霊の用心棒!」 - 聖天の栄五郎
  - 第40話「旅立ちに風はやさしく」 - 小笠原貢蔵
- 田原坂（1987年、NTV / ユニオン映画） - 江藤新平
- 徳川家康（1988年、TBS / 東映） - 毛利輝元
- 少女コマンドーIZUMI 第9話「コンサートをねらえ！」（1988年、CX / 東映） - 山下
- 三匹が斬る!（ANB / 東映）
  - 三匹が斬る! 第13話「冬椿 越すに越されぬ 女郎坂」（1988年） - 三浦重正
  - 続・三匹が斬る! 第10話「浜千鳥、幻の父恋しオルゴール」（1989年） - 出雲守
  - また又・三匹が斬る! 第11話「名物は、女体の浮いた露天風呂」（1991年） - 酒井右京亮
  - 新・三匹が斬る! 第15話「妖怪のカッパ退治は美女と道づれ」（1992年） - 兵藤軍太夫
  - 痛快・三匹が斬る! 「刺青の女達、旅の終わりの安来節」（1995年）
- ベイシティ刑事 第22話「時効 それぞれの10年」（1988年、ANB / 東映）
- 五稜郭（1988年、NTV / ユニオン映画） - 海軍士官
- 名奉行 遠山の金さん（ANB / 東映）
  - 第1シリーズ 第21話「消えた三万両?!」（1988年） - 風神の政
  - 第2シリーズ 第6話「甘い囁きは女の敵」（1989年） - 音羽の久蔵
  - 第3シリーズ 第17話「消えた殺人者、美人の仇討!」（1990年） - 石原弥十郎
  - 第4シリーズ 第26話「ニセ鼠小僧が覗いた完全犯罪」（1992年） - 木曽屋重左衛門
  - 第5シリーズ 第3話「狙われた女盗賊」（1993年） - 三州の万造
  - 第5シリーズ 第31話「帰ってきた暴れん坊」（1993年） - 角屋徳造
  - 第6シリーズ 第19話「水晶占いの母と娘」（1994年） - 大島豊後守
  - 第7シリーズ 第15話「肝っ玉母さんと邪教の女」（1996年） - 運慶
- 遠山の金さんVS女ねずみ 第1話「八百八町に連続放火魔」（1997年） - 喜造
  - 金さんVS女ねずみ 第17話「美しい娘白浪の涙」（1998年） - 戸田兵庫
- ハロー!グッバイ 第3話「危険な刑事」（1989年、NTV / 東宝）
- ゴリラ・警視庁捜査第8班 第3話「ソルジャー・イン・グリーン」（1989年、ANB / 石原プロ）
- 鬼平犯科帳 （CX / 松竹）
  - 第1シリーズ 第6話「むっつり十蔵」（1989年） - 掛川の太平
  - 第3シリーズ 第6話「いろおとこ」（1991年） - 鹿熊の音蔵
  - 第4シリーズ 第15話「女密偵・女賊」（1993年） - 鳥浜の岩吉
  - 第5シリーズ 第11話「隠し子」（1994年） - 藤岡の勘四郎
- 八百八町夢日記（NTV / ユニオン映画）
  - 第1シリーズ 第8話「強請」（1989年） - 卍屋の用心棒
  - 第2シリーズ 第25話「悪女の秘めごと」（1992年） - 羽黒の丹兵衛
- 奇兵隊（1989年、NTV / ユニオン映画） - 浜北彦右衛門
- 十三人の刺客（1990年、CX / 仕事、映像京都） - 浅川十太夫
- 四匹の用心棒（1990年、ANB / 東映） - 五平次
- 刑事貴族 第6話「その時、父の闘いを見た」（1990年、NTV / 東宝）
- 将軍家光忍び旅（ANB / 東映）
  - 第1シリーズ 第6話「偽将軍と踊り子の恋」（1990年） - 大沢多聞
  - 第2シリーズ 第5話「父と娘が守る無法の街!」（1992年） - 石川弾正
- 岡っ引どぶ（1991年） - 茨木 役
- さすらい刑事旅情編III 第15話「悪徳刑事!? 麻薬に溺れた娘」（1991年、ANB / 東映）
- 大逆襲! 四匹の用心棒 （1991年、ANB / 東映） - 後藤兵衛
- 幕府お耳役檜十三郎 第6話「大名馬鹿・罠にかかった六万石」（1991年、TX / 松竹）
- あばれ八州御用旅（TX / ユニオン映画）
  - 第2シリーズ 第24話「ご赦免花の咲く日迄」（1991年） - 室井勘兵衛
  - 第3シリーズ 第6話「赤いほおずき怨み節」（1992年） - 山犬の紋次
  - 第4シリーズ 第1話「男涙の大利根無情! 抜け荷街道の謎を追え!」（1994年） - 新垣弥十郎
- はぐれ刑事純情派 第5シリーズ 第17話「マンション入居騒動に巻き込まれた女」（1992年、ANB / 東映） - 峰岡修平
- 俺たちルーキーコップ 第14話「大反撃」（1992年、TBS / セントラル・アーツ） - 本橋
- 半七捕物帳 第9話「恋しぐれ鎌倉河岸」（1992年、NTV / ユニオン映画） - 丹波屋（穴切の勝蔵）
- 素浪人無頼旅II（1992年、ANB / 東映） - 無明幻斉
- 銭形平次 第2シリーズ 第1話（SP）「黒衣の笛」（1992年、CX / 東映） - 巴屋
- 闇を斬る!大江戸犯科帳 第4話「風花に泣く女」（1993年、NTV / ユニオン映画） - 月形刑部
- じゃじゃ馬ならし 第11話（1993年、CX / 共同テレビ） - 高津取締役
- 金曜エンタテイメント / 松本清張の異変街道（1993年、CX） - 弥助
- 月曜ドラマスペシャル 「下町の熱血弁護士」（1993年、TBS/BAP）
- 江戸の用心棒（NTV / ユニオン映画）
  - 第1シリーズ 第6話「馬の脚、めざし一匹三千両」（1994年） - 藤堂左馬介
  - 第2シリーズ 第2話「将軍吉宗の古証文」（1995年） - 柿崎但馬守
- 殿さま風来坊隠れ旅 第19話「惚れたらダメよ極道のお嬢様」（1994年、ANB / 東映） - 大倉頼母
- 阿部一族（1995年、CX / 松竹）
- 快刀!夢一座七変化 第2話「劇場を占拠した女」（1996年、ANB / 東映） - 黒田外記
- はみだし刑事情熱系II 第6話「密告殺人! 娘の涙」（1997年、ANB / 東映） - 岡島
- 踊る大捜査線（1997年、CX） - 警視庁刑事部捜査一課長 島津
- 月曜ドラマスペシャル（TBS）
  - 一色京太郎事件ノート 第2作「京都栂ノ尾殺人事件」 （1997年） - 幾岡竜也
  - 保険調査員 しがらみ太郎の事件簿 第3作（1997年）
  - 弁護士芸者のお座敷事件簿 第4作（1999年） - 松坂俊和代議士
  - ホステス探偵危機一髪 第2作（2000年） - 堀口慎太郎
- 剣客商売 第1シリーズ 第5話「老虎」（1998年、CX / 松竹） - 森川平九郎 ※藤田まこと版
- お水の花道（1999年、CX / 共同テレビ） - 藤波
- 女医（1999年、YTV / 東北新社） - 赤堀堅吾
- 真珠夫人（2002年、THK / 東宝） - 唐沢徳光
- 相棒（ANB→EX / 東映）
  - season1 第1話「警視総監室にダイナマイト男が乱入! 刑事が人質に!? 犯罪の陰に女あり…」（2002年10月9日） - 平沼惣一郎
  - season3 第7話「夢を喰う女」（2004年12月8日） - 清水直久  ※欠番作品
  - season7 第10話「ノアの方舟〜聖夜の大停電は殺人招待状! 狙われた法務大臣・次の標的は豪華客船?」（2009年1月1日） - 山本平蔵  ※元日スペシャル
- 太陽の季節（2002年、TBS） - 小宮山亮三
- 子連れ狼 第2部 第3話「3人の刺客とあばずれ女! 大五郎に母なる味を…」（2003年、EX / 東映） - 岡部清衛門
- TRICK（2003年、EX / 東宝） - 武者小路
- 松本清張特別企画・殺意（2004年、TBS）
- 水曜ミステリー9（TX）
  - 篝警部補の事件簿  - 柳田警視
    - 第3作「浅間大滝殺人水脈」（2005年12月14日）
    - 第4作「古都鎌倉・奇跡の石殺人水脈」（2008年4月16日）

  - 落としの鬼 刑事 澤千夏 第2作（2013年12月11日） - 本郷丈太郎
  - トカゲの女 警視庁特殊犯罪バイク班 第3作（2017年2月8日） - 日垣園長
- 河井継之助 駆け抜けた蒼龍（2005年、NTV / 松竹） - 三間安右衛門
- 終戦60年特別企画 ザ・決断!あの一瞬! 聖断 〜昭和天皇終戦への軌跡〜（2005年7月18日、TX） - 阿南惟幾
- 喰いタン 第4話「毒入り鍋を食い倒す!?」（2006年、NTV） - 松本静夫
- 警視庁捜査一課9係 season1 第5話「除幕式の死体」（2006年、EX / 東映） - 結城
- たったひとつの恋（2006年、NTV）
- 悪魔が来りて笛を吹く（2007年、CX） - 玉虫公丸
- 月曜ゴールデン（TBS）
  - 税務調査官・窓際太郎の事件簿 第15作（2007年） - 越川陽造
  - ベビーシッターの危険な好奇心（2007年、大映テレビ） - 南条久男
  - 夜の終る時（2007年） - 赤座
  - 刑事シュート しゅうと&ムコの事件日誌 第3作（2011年） - 山際隆一郎
  - 信濃のコロンボ事件ファイル 第2作（2014年） - 宍戸弘文
- モップガール 第3話「アイドル議員の秘密は蜜の味!?」（2007年、EX / 東宝）
- 三代目のヨメ! （2008年、TBS） - 藤崎巽
- パズル 第7話「呪いの暗号 聞くと必ず死ぬ落語」（2008年、ABC・EX / 東宝） - 篠田公平
- 白と黒（2008年、THK / 国際放映） - 秋元
- ブラッディ・マンデイ（2008年、TBS / 東宝）
- 日本史サスペンス劇場 / 東大落城（2009年1月14日、NTV） - 野次の男
- 魔女裁判（2009年、CX / 共同テレビ） - 東条英彦
- 経済ドキュメンタリードラマ ルビコンの決断（TX）
  - 「知事はなぜ辞任するのか!? 〜静岡空港 250日の攻防〜」（2009年5月28日） - 空港建設事務所幹部
  - 「プリウスを創った男たち〜世界最高燃費を目指せ〜」（2009年7月23日） - 和田明広
- かりゆし先生ちばる!（2009年、TX） - 八雲幸造総理大臣
- MR.BRAIN 第7話「最終章〜変人脳科学者VS最強左脳男!! 脳内に時限爆弾」・最終話「終幕〜さらば愛しの変人脳科学者!! 最後の脳トレは笑顔活用法」（2009年7月4日・11日、TBS） - 尾崎幸平
- 任侠ヘルパー 最終話「最後の手段」（2009年9月17日、CX）
- 不毛地帯（2009年12月17日、CX） - 玉井頭取
- 赤かぶ検事 京都篇 第9話（2010年3月10日、TBS）
- ギルティ 悪魔と契約した女（2010年10月12日、KTV / 共同テレビ） - 北村良和
- 告発〜国選弁護人（2011年、EX） - 藤尾定道 
  - 第1話「夫殺しの女」
  - 第2話「疑惑の女」
  - 第7話「時効殺人の女」
- ホンボシ〜心理特捜事件簿〜 第3話「VS表情が読めない救命医!! キスした遺体の謎」（2011年2月3日、EX / 東映） - 村雨高男
- Dr.伊良部一郎 第4話「モンスター患者!? 究極の臨死体験」（2011年2月20日、EX） - 鳥海会長
- 遺留捜査（EX / 東映）
  - 第1シリーズ 第1話「玩具のピアノと乱れた足音」（2011年4月13日） - 田辺光男
  - スペシャル2 「あの風変わりな刑事が帰ってきた!! 連続誘拐事件発生!! 犯人の要求は9125万円の身代金と事件の完全生中継!? "東京-長崎の寝台特急券"に3分の真実」（2014年8月9日） - 立花徹
- 刑事・鳴沢了2〜偽りの聖母〜（2011年5月20日、CX） - 田村署長
- 絶対零度（CX / 共同テレビ）
  - 特殊犯罪潜入捜査（Season2） 第6話「3つの嘘」（2011年8月16日） - 有働和利
  - 未然犯罪潜入捜査（Season4） - 南雲信敏
    - 第5話「天才外科医を殺害!? 狙われた元総理」（2020年2月3日）
    - 最終話「今夜ついにシリーズ完結! さらば井沢」（2020年3月16日）
- HUNTER〜その女たち、賞金稼ぎ〜 第4話（2011年11月1日、KTV / 共同テレビ） - 吉田徹
- 聖なる怪物たち（2012年1月 - 3月、EX / ザ・ワークス） - 日向重敏
- 鍵のかかった部屋 第1話（2012年4月16日、CX） - 円山
- はつ恋（2012年5月 - 7月、NHK） - 岡倉
- カエルの王女さま 第9話（2012年6月7日、CX） - 井坂忠邦
- ビューティフルレイン（2012年、CX） - 上原一夫
- 宮部みゆきミステリー パーフェクト・ブルー 第6話「殺人犯を愛してしまった女…許されぬ恋の結末は!?」（2012年11月12日、TBS / C.A.L） - 葉山清一
- 金曜プレステージ / 浅見光彦シリーズ46（2013年1月11日、CX） - 河治良幸
- カウンターのふたり シーズン2 第20話「時計館にて」（2013年3月15日、TwellV） - 草間耕造
- 潜入探偵トカゲ 第9話「最後の潜入〜黒幕の正体と事件の真相を暴け!!」（2013年6月13日、TBS） - 大倉照雄
- 警部補 矢部謙三2 第7話「名探偵VS矢部謙三 死を呼ぶ逆転推理」（2013年8月23日、EX / 東宝） - 綾小路秀麻呂
- リーガル・ハイ 第2シリーズ 最終話「二転三転する最後の法廷!! 執念で救え依頼人!! 真実は悲劇か喜劇か!?」（2013年12月18日、CX） - 金崎正宗
- Dr.DMAT 第8話「裏切りの救命手術」（2014年2月27日、TBS / ドリマックス） - 重松勝男
- TEAM -警視庁特別犯罪捜査本部- 第1話「座らされた毒殺死体の謎」（2014年4月16日、EX / 東映） - 若月健太郎
- アリスの棘 第2話「野心家に悲しみの報復を」（2014年4月18日、TBS） - 織部紘一
- 極悪がんぼ 第6話「喧嘩上等 警察とガチンコ勝負」（2014年5月19日、CX） - 蟹股歩
- ゼロの真実〜監察医・松本真央〜 第5話「愛人宅で死んだ華麗なる一族!! 買収された女監察医」（2014年8月14日、EX / MMJ） - 友部理一郎
- 東京スカーレット〜警視庁NS係 最終話「死を隠す女・隠された女」（2014年9月9日、TBS / 東映） - 小笠原秀雄
- 出入禁止の女〜事件記者クロガネ〜 第5話・第二部「祇園の転落死愛人の涙！死者からのオレオレ詐欺…母の悲しい過去」（2015年2月19日、EX / 東映） - 野崎敬四郎
- マザー・ゲーム〜彼女たちの階級〜 第7話「ついにモラハラ姑に反撃!?...合唱発表会で涙する女たちの事情」・第8話「禁断の愛人契約…!?お受験本番迫る！すれ違う母と子の絆…」（2015年5月26日・6月2日、TBS / ドリマックス）
- 刑事7人 （EX / 東映）
  - シーズン1第1話「最後の時効…刑事ドラマの新しい挑戦が今始まる!!」（2015年7月15日） - 高田浩一郎（法務大臣・元警視庁副総監）
  - シーズン4第5話「再捜査の女 白いスーツの男の謎」（2018年） - 円城寺正雄（円城寺綜合警備会長・元郵便局員）
- 雲霧仁左衛門 (2013年のテレビドラマ)2（2015年） - 八木重右衛門
- ナオミとカナコ 第6話「お義姉さん、何かに気づいてる」（2016年2月18日、CX） - 服部修一郎
- 鼠、江戸を疾る2 第7話「偽りの孔雀」（2016年5月26日、NHK） - 松平重幸
- ON 異常犯罪捜査官・藤堂比奈子（2016年） - 稲富信吾
- ドラマスペシャル 検事の本懐（2016年12月3日、テレビ朝日） - 篠原宗之
- アキラとあきら（2017年） - 上畑社長
- 警視庁ゼロ係〜生活安全課なんでも相談室〜（2017年） - 長田正彦
- 民衆の敵〜世の中、おかしくないですか!?〜 第1話（2017年10月23日、CX） - 柴崎元道
- 運命のクロスヒストリー「徹底捜査 忠臣蔵」（2018年、NHK総合） - 阿部正武
- 監査役野崎修平（2018年） - 上条力也
  - 頭取 野崎修平（2020年） - 上条力也
- 三匹のおっさんリターンズ!平成ラストの大暴れ&悪党まとめて大成敗SP!（2019年） - 大野圭
- 記憶捜査〜新宿東署事件ファイル〜（2019年） - 篠村栄泉
- スローな武士にしてくれ〜京都 撮影所ラプソディー〜（2019年3月23日、NHK BSプレミアム） - 町田剛蔵
- 集団左遷!!（2019年） - 丸山育巳 役
- 科捜研の女 SEASON19 第7話・第8話（2019年5月30日・6月6日、テレビ朝日） - 梅木悠二 役
- ルパンの娘（2019年） - 巻英輔 役
- 絶メシロード Season1（2020年） - 岩田隆夫 役
- 隕石家族（2020年） - 木下
- 知らなくていいコト 第3話（2020年、日本テレビ）
- 警視庁ゼロ係〜生活安全課なんでも相談室〜 静岡SP（2021年） - 龍神剣一郎 役
- 24 JAPAN 第22話（2021年3月12日、テレビ朝日） - 浪崎和吉 役
- 桜の塔（2021年） - 若槻有造 役
- ABUアジア子どもドラマシリーズ「おじいちゃんの茶碗」（2021年、NHK-Eテレ） - 雄大の祖父
- 真犯人フラグ（2021年10月10日 - 2022年3月13日、日本テレビ） - 館野三郎 役[5]
- 炊飯道-南魚沼篇- 第1話（2022年11月13日、BSN新潟）
- おかしな刑事 第27作「最終回!大千秋楽スペシャル」（2024年1月6日、テレビ朝日 / 東映） - 金森保（国交省副大臣）
- 最高のオバハン 中島ハルコ〜マダム・イン・ちょっとだけバンコク〜 第3話（2025年1月18日、東海テレビ・CX） - 哲治（町中華の大将）

### 映画
- 見上げてごらん夜の星を（1963年、松竹）
- 悦楽（1965年、松竹）
- 斬る（1968年、東宝） - 西村伝蔵
- 戦争と人間 第一部 運命の序曲（1970年、日活）
- 大幹部 ケリをつけろ（1970年、日活）
- 修羅雪姫 怨み恋歌（1974年、東宝）
- 仁義の墓場（1975年、東映）
- 新幹線大爆破（1975年、東映） - 長田刑事
- 続・人間革命（1976年、シナノ企画 / 東宝） - 小西武雄
- 八甲田山（1977年、東宝） - 田辺中尉
- 隠密同心 大江戸捜査網（1979年、東宝） - 北見一堂
- 忍者武芸帖 百地三太夫（1980年、東映） - 明智光秀
- 動乱（1980年、東映） - 小森少尉
- 二百三高地（1980年、東映） - 大庭二郎
- 駅 STATION（1981年、東宝） - 加賀刑事
- 幻の湖（1982年、橋本プロ / 東宝）
- 刑事物語（1982年、キネマ旬報社 / 東宝） - 捜査課長
- 伊賀忍法帖（1982年、角川映画 / 東映） - 破軍坊
- 里見八犬伝（1983年、角川映画 / 東映） - 悪四郎
- 丑三つの村（1983年、松竹富士)
- 修羅の群れ（1984年、東映）
- 玄海つれづれ節（1986年、東映）
- 旅路 村でいちばんの首吊りの木（1986年、東宝）
- 夜汽車（1987年、東映） - 霧子の父
- 極道の妻たち 三代目姐（1989年、東映） - 木曽忠久
- その男、凶暴につき（1989年、松竹富士） - 荒木刑事課長
- 極道の妻たち 最後の戦い（1990年、東映） - 紺屋基和
- 天と地と（1990年、角川映画 / 東映） - 直江実綱
- 福沢諭吉（1991年、東映） - 中津藩・重職
- 新極道の妻たち 覚悟しいや（1993年、東映） - 岡浜市市議会議員 春日井一馬
- ちぎれた愛の殺人（1993年、東京テアトル） - 東
- 集団左遷（1994年、東映） - 織田雅之
- Zero WOMAN〜警視庁0課の女〜（1995年、ギャガ）
- 極道の妻たち 危険な賭け（1996年、東映） - 清原友厚
- 瀬戸内ムーンライト・セレナーデ（1997年、松竹）
- 修羅がゆく8 首都血戦（1998年、東映ビデオ）- 樋口グループ会長 樋口悟
- 踊る大捜査線シリーズ - 島津 役
  - 踊る大捜査線 THE MOVIE（1998年、東宝） - 警視庁刑事部捜査一課長 警視正
  - 容疑者 室井慎次（2005年、東宝） - 警視庁生活安全部長 警視長
- ゴト師株式会社 ルーキーズ THE MOVIE（1999年、パル企画）
- スイート・スイート・ゴースト（2000年、日活） - 朝井の父親
- KT（2002年、シネカノン） - 高井警察庁長官
- T.R.Y.（2003年、東映）
- 魔界転生（2003年、東映） - 木村助九郎
- 問題のない私たち（2004年、レジェンド・ピクチャーズ） - 校長
- 極道はクリスチャン/修羅の抗争（2004年、ナック）- 篠田組組長 篠田忠
- HEAT-灼熱-（2004年、ケイエスエス）- 関西山王会四代目会長 尾形市造
- 力道山（2006年、ソニー・ピクチャーズ） - 興行師1
- 不撓不屈（2006年、角川ヘラルド映画） - 鴻上和夫
- 小津の秋（2007年、野村企画） - 清原
- 裁判員〜選ばれ、そして見えてきたもの〜（2007年） - 兼松大典（弁護士）
- アンフェア the movie（2007年、東宝） - 篠崎和也警察庁長官
- ミッドナイト・イーグル（2007年、松竹） - 陸上幕僚長
- 旅立ち〜足寄より〜（2009年、エム・エフボックス） - 奥田隆行
- The Harimaya Bridge はりまや橋 （2009年、ティ・ジョイ） - シムラ校長
- ハゲタカ（2009年、東宝） - アカマ自動車役員
- BOX 袴田事件 命とは（2010年、スローラーナー）
- 太平洋の奇跡 -フォックスと呼ばれた男-（2011年、東宝） - 斎藤義次
- 希望の国（2012年、ビターズ・エンド）
- EDEN（2012年、SUMOMO）
- クアラルンプールの夜明け（2013年）※特別出演
- サンゴレンジャー（2013年、マーブルフィルム） - 西垣和彦
- 土竜(モグラ)の唄 潜入捜査官 REIJI（2014年）
- シン・ゴジラ（2016年、東宝） - 河野純（総務大臣）[6][2]
- サブイボマスク（2016年、東映） - 知事
- ひかりのたび（2017年、マグネタイズ＝太秦） - 三好友晴
- 高津川（2019年、ギグリーボックス） - 大畑勝
- BAD CITY（2023年） - 花村検事総長

### 配信ドラマ
- 死神さん2 第5話「死神vs閻魔様。」（2022年、Hulu） - 磯貝達樹（元最高裁判事）
- 課長 島耕作のつぶやき（2024年、YouTube他） - 木野穣

### オリジナルビデオ
- 狙撃2 THE SHOOTIST（1990年、東映Vシネマ）- 岸田信行
- 雀鬼2 白刃を背に（1993年、竹書房） - 社長
- 雀鬼3 治外法権麻雀（1994年、竹書房）
- 女囚処刑人マリア（1994年、キングレコード） - 飯島
- DINO（1994年、マクザム）
- 用心棒 極道狩り（1994年、東映ビデオ）
- 極道三国志3 血染めの九州死闘篇（1999年、東映ビデオ）- 鈴木直人
- 実録・夜桜銀次（2001年、東映ビデオ）
- 実録・夜桜銀次2（2001年、東映ビデオ）
- 極妻任侠道 夜叉の舞（2001年、ラインコミュニケーションズ）
- TWIN GANG 〜ツインギャング〜（2007年 - 2008年、GPミュージアムソフト） - 浅利組長
- 日本極道戦争 第三章 - 十二章（2019年 - 2021年、オールインエンタテインメント） - 自由民主革新党幹事長 杉浦正臣

### バラエティ
- ザ!世界仰天ニュース 緊急特別版 「昭和のライブドア事件〜落ちた偶像〜光クラブ事件」（2006年6月28日、日本テレビ）
- 痛快TV スカッとジャパン 第34回「クレームでストレス解消男」（2015年、フジテレビ） - ドラマパート出演

### 吹き替え
- 刑事マルティン・ベック
- スペース・レイダース（キャプテン・バック・ロジャース〈ギル・ジェラード〉）
- 私立探偵ハリー シーズン2 #1（チック〈パット・ハリントン・Jr.〉）
- 二重誘拐

### 舞台
- 無害な毒薬
- ミラノ
- 黄金のワシ
- 白い悪魔
- 大麦入りのチキンスープ
- 森組芝居「記憶のパズル」（2017年、俳優座劇場）
- テアトロジャージャン 第17回公演「おんな」（2019年）
- 演劇企画体ツツガムシ 第8回公演「ドロップ」（2020年、SPACE 雑遊）
- 朗読劇「聖母病院の友人たち」PartII（2024年、なかの芸能小劇場）
- 朗読劇 ひめゆり平和祈念資料館寄付公演「ひめゆりの唄」（2024年、中野スタジオあくとれ）※特別出演

### CM
- Onward フォーマルウェア　ポスター
- キャラメルコーン（東ハト）
- ドリームキャスト（セガ）
- ボス ブラック（サントリーフーズ）
- ムシューダ（エステー化学）

### MV
- 桑田佳祐「悪戯されて」（2016年）[7]